# Усоян, Аслан Рашидович
Асла́н Раши́дович Усоя́н (28 февраля 1937, Тбилиси — 16 января 2013, Москва) — советский и российский криминальный авторитет курдского (езидского) происхождения, влияние которого распространялось на преступный мир постсоветского пространства и значительной части Западной Европы. Известен под прозвищами Дед Хасан и Дедушка. По оперативным данным и материалам СМИ, являлся лидером кавказских преступных группировок (в частности, «тбилисского» и «езидского» кланов), а также одним из самых могущественных уголовных лидеров и воров в законе России.
Придерживался ортодоксальных взглядов на преступное сообщество и относился к «ворам» так называемой старой школы, то есть к тем, кто чтит свод неписаных правил преступников. Нередко выступал в качестве «арбитра» в уголовных конфликтах.
Преступный клан Усояна, один из самых мощных в России, участвовал в нескольких масштабных уголовных войнах постсоветского периода. В 2010 году Аслан Усоян был тяжело ранен, но выжил, однако в начале 2013 года был застрелен снайпером.
Дед Хасан обвинялся в поставках денег и оружия Рабочей партии Курдистана, которая вела вооруженную борьбу против турецких властей.

## Начало преступной деятельности
Аслан Усоян родился 28 февраля 1937 года в Тбилиси в семье курдов-езидов. В 19 лет получил свой первый срок за сопротивление сотрудникам милиции — полтора года лишения свободы (позже Верховный суд Грузинской ССР переквалифицировал дело и Усоян вышел на свободу). В январе 1959 года Сталинский районный суд Тбилиси признал Усояна виновным в грабеже и приговорил к пяти годам лишения свободы (однако он сумел добиться условно-досрочного освобождения). На свободе Усоян промышлял в Грузии валютными операциями и карманными кражами, был близок к «вору в законе» Ило Девдариани, который одним из первых стал собирать дань с подпольных предпринимателей. Титул «вора в законе» Усоян получил в 1963 году; согласно оперативной информации, он заплатил за это крупную сумму денег.
В декабре 1966 года Октябрьский районный суд Тбилиси приговорил Усояна за спекуляцию к трём годам лишения свободы, однако в июне 1968 года он вновь досрочно вышел на свободу (на этот раз по решению Цулукидзевского районного суда Грузии). Согласно некоторым источникам, Усоян получил титул «вора в законе» (был «коронован») по рекомендации «законников» Давида Шаумянского и Мехрача Фартового во время этого срока заключения, а не в 1963 году. Возможно, произошла повторная «коронация» по всем правилам, то есть в местах заключения. На свободе Усоян занимался мошенническими операциями и теневыми сделками, в частности, сбывал приезжим из Средней Азии поддельные золотые монеты. Люди из клана Хасана обкладывали данью «цеховиков», «напёрсточников», спекулянтов и других подпольных дельцов (а также директоров государственных ресторанов, магазинов, рынков, овощных баз и швейных цехов), налаживали широкие коррупционные связи среди чиновников и милиционеров Грузии. В августе 1984 году по совокупности статей (незаконное хранение наркотиков, незаконное предпринимательство и подделка документов) Усоян был осуждён в Тбилиси на 15 лет лишения свободы.
Первоначально Усояна, как «вора в законе», этапировали в пермскую ИТК-6, более известную как «Белый лебедь». Там он был вынужден дать подписку о сотрудничестве с МВД и об отказе от «воровских традиций» (такую принуждали подписывать всех «воров в законе», якобы вставших на путь исправления), после чего был переведён в ИТК Омска. Здесь оказались сильны позиции местных славянских «авторитетов», и, по согласованию с оперативным отделом ГУИД МВД СССР, Усоян был переведён на Средний Урал.
Во время отбытия срока в ИТК-17 Свердловской области Дед Хасан подчинил своему влиянию практически весь тюремный мир Урала. Оперативный отдел Управления исправительных дел УВД Свердловской области под видом оперативного контакта заключил с Усояном негласное соглашение, что тот, используя свой авторитет среди заключённых, обеспечит порядок в семи исправительных учреждениях Нижнего Тагила (в то время там отбывали наказание около 15 тыс. осуждённых со всей страны).
Областное УВД свернуло все оперативные мероприятия в отношении этапированных в Нижний Тагил «воров в законе», дружественных Усояну, однако местное КГБ продолжало негласную работу с тюремными «авторитетами». Усоян пообещал лояльно относиться к порядкам, установленным администрацией колоний, наладить дисциплину и прекратить массовые беспорядки среди заключённых. В ответ ему разрешили поставить своих представителей в проблемные тагильские ИТК-40, ИТК-17 и ИТК-5. Большинство кавказских и часть славянских «воров в законе» признали за Усояном титул самого старшего и влиятельного «авторитета». Попутно люди Хасана наладили переправку за колючую проволоку чая, сигарет, спиртного и денег, а также хищение на предприятиях Урала драгоценных металлов и переправку их на Кавказ.
Отбывая срок, Усоян «короновал» нескольких «воров», в том числе своего племянника Темури Мирзоева по кличке Тимур Тбилисский или Тимур Свердловский (процедура состоялась осенью 1989 года в одном из помещений следственного изолятора). Но на воле поднимали голову молодёжные группировки «спортсменов», которые не признавали «воровских традиций». Чтобы противостоять им и завладеть местной уголовной кассой, Тимур сколотил собственную группу, штабом которой служил свердловский ресторан «Космос». Группу Тимура, ставшего «смотрящим» по Свердловску, поддерживал теневой ассирийский коммерсант Игорь Тарланов (совладелец казино, открывшегося в помещении «Космоса»), но им противостояла мощная «уралмашевская» группировка. Вскоре представители Хасана, помимо Свердловска, были расставлены в Нижнем Тагиле, Челябинске и Златоусте. С 1990 года в городах Урала начался передел сфер влияния, сопровождавшийся убийствами членов группировок и предпринимателей, близких к преступному миру. Именно тогда впервые появилась легенда, что к убийствам причастна секретная команда КГБ «Альфа» (согласно одной из версий, этот слух пустило окружение Хасана).
Клан Хасана привлекал на свою сторону молодёжные банды, подминал под себя кооператоров и «цеховиков» (особенно из числа местных кавказцев), а также наркоторговцев (поставки на Урал шли через связи Усояна в Ташкенте). Представители Усояна проводили встречи в комнатах свиданий многих уральских колоний, обсуждая дела и оказывая заключённым финансовую помощь. Одних неугодных «воров» и «авторитетов» Хасан объявлял нарушителями и предателями «воровского закона», фактически санкционируя их ликвидацию, других люди Усояна просто передавали милиции. Летом 1991 года в комнате свиданий ИТК-17 Усоян в присутствии другого «вора в законе», временно этапированного из ИТК-40, «короновал» молодого свердловского «авторитета» Алексея Заостровского, получившего кличку Лёша Свердловский.

## Первая половина 1990-х годов
В декабре 1991 года суд Нижнего Тагила принял решение об условно-досрочном освобождении Усояна (как и во всех предыдущих случаях, были основания считать, что этому способствовали взятки и давление высокопоставленных покровителей Хасана). В марте 1992 года Хасан вышел на свободу, и по этому случаю устроил пикник в селе Николо-Павловское (пригород Нижнего Тагила). Фактически это была встреча крупных уральских «авторитетов», на которой Усоян поссорился с Игорем Тарлановым. После освобождения Усоян немного пожил в Екатеринбурге, затем официально прописался в Городовиковске, но большую часть времени проводил в Москве и на Северном Кавказе.
Наибольшим влиянием Усоян обладал на Северном Кавказе, который считался «вотчиной» его преступного клана. Интересы Хасана распространялись на Кисловодск, Минеральные Воды, Краснодар и Сочи, где проживали его представители. Во время грузино-абхазского конфликта (1992—1993) Усоян оказывал финансовую помощь абхазской стороне, из-за чего его подозревали в причастности к исчезновению в Москве старого «вора в законе» Гиви Берадзе (Гиви Резаный), который помогал грузинским отрядам. Согласно данным турецкой и испанской прессы, Усоян был причастен к поставкам оружия боевикам Рабочей партии Курдистана. В Москве клан Усояна лоббировал влиятельнейший «вор в законе» Рафаэл Багдасарян (Рафик Ереванский или Раф Сво), умерший в июне 1993 года. Позиции клана на Украине отстаивал киевский «вор в законе» Валерий Кухилава (Антимос), «коронованный» Хасаном в 1992 году.
Также Усоян сохранял значительное влияние на Урале, но там развернулась жестокая война между различными преступными группировками, в том числе и теми, кто поддерживал клан Хасана. В июле 1990 года в подъезде дома был зарезан родственник и один из ближайших подручных Усояна. В июне 1991 года убивают одного из лидеров группировки «Уралмаш» Григория Цыганова (по одной из версий, к этой расправе имел отношение «вор в законе» Тимур Тбилисский). В мае 1992 года в Екатеринбурге был застрелен бизнесмен Игорь Тарланов (перед этим, в апреле 1992 года, исчез его сын Павел). Оба эти убийства совершают «уралмашевские», которым донесли о причастности Тарлановых к смерти Цыганова. В июне 1992 года из пистолета убивают «вора в законе» Александра Хорькова (Хорёк), который помогал искать убийц Тарлановых. В августе 1992 года на встрече представителей преступного мира, прошедшей в СИЗО-1 Екатеринбурга, славянские «воры в законе» Кукла (Виктор Сидоренко) и Боженька осудили действия Хасана, приведшие к волне насилия. В ноябре 1993 года в казино Екатеринбурга был застрелен «вор в законе» Лёша Свердловский.
В феврале 1994 года при содействии уголовного «авторитета» Константина Яковлева (Костя Могила) Усоян осел в Санкт-Петербурге, где через близкого предпринимателя Иосифа Осипова приобрёл квартиру в доме № 7 на Дунайском проспекте (соседом Хасана стал бизнесмен-ассириец Жорж Авдышев). Усоян стал завсегдатаем клуба казино «Стардаст», поддержать его в Петербурге приезжали «воры в законе» Сергей Кутателадзе (Бойко) и Виктор Стуруа (Бихтия). Усоян пытался возглавить преступный мир Северо-Запада и прекратить войны среди бандитских группировок региона. Он старался не вмешиваться в дела местных бандитских формирований, выступая в качестве миротворца и арбитра. 8 декабря 1994 года в питерском ресторане «Метрополь» состоялась важная воровская встреча, формально приуроченная ко дню рождения сибирского «законника» Петрухи. На ней присутствовали более 60 «воров» и «авторитетов», в том числе Дед Хасан, Савоська, Блондин, Шишкан и Якутёнок. Они планировали обговорить ситуацию, сложившуюся в уголовной среде города, но были задержаны сотрудниками милиции.
Также в 1994 году у Усояна обострился давний конфликт с «вором в законе» Ильёй Симонией (Махо). В августе 1994 года в Сочи состоялась встреча, на которую в качестве уголовного «судьи» был приглашён влиятельный саратовский «законник» Василий Мордаков (Мордак). По итогам этой встречи Махо был признан предателем, и вскоре на него было совершено покушение (в результате стрельбы погиб «вор в законе» Мико, а Махо и «законник» Вахо получили ранения). Через некоторое время уголовное дело по факту покушения на Махо и его товарищей, возбуждённое сочинской прокуратурой, было приостановлено, поскольку по этому делу проходили Усоян и «вор в законе» Мирон, имевшие большие связи в правоохранительных органах Краснодарского края.
27 мая 1995 года в Сочи, на могиле своего друга, «вора в законе» Рантика Сафаряна (Сынок), Хасан собрал более 350 уголовных «авторитетов» бывшего Советского Союза. Формальным поводом для встречи послужила годовщина смерти Сафаряна, однако милиция всё же задержала большую часть прибывших до выяснения обстоятельств, в том числе самого Усояна, «воров в законе» Мордака, Мирона, Чёрного, Михо, Турбинку, Худо, Вальтера, Матвея и Семёна Каца (этот проживавший в Лос-Анджелесе еврейский «авторитет» представлял интересы Япончика). У десяти «воров в законе» были изъяты пригласительные на кинофестиваль «Кинотавр». Кроме того, среди задержанных на сочинском кладбище оказался помощник прокурора Краснодарского края по надзору за местами лишения свободы.
30 мая 1995 года в Москве оперативные сотрудники РУБОП Санкт-Петербурга и Минеральных Вод при обыске в съёмной квартире Усояна изъяли около 2 кг ювелирных изделий и 380 тыс. американских долларов наличными. После ареста в июне 1995 года в США легендарного «вора в законе» Вячеслава Иванькова (Япончик), Хасан стал формальным держателем воровской кассы и одним из самых влиятельных авторитетов криминального мира постсоветского пространства. Костяк группировки Деда Хасана составляли члены «тбилисского» и «курдского» воровских кланов, а также примкнувшие к ним азербайджанские, армянские и славянские «воры в законе».
В январе 1996 года на одной из московских набережных в собственном «Jeep Cherokee» из пистолетов были расстреляны «вор в законе» Мирон Мамедов (Мирон), двое его охранников и водитель. Мирон происходил из тбилисских курдов-езидов и принадлежал к влиятельной группе, которую возглавляли его старший брат, «вор в законе» Кор-Оглы Мамедов (Каро), и его друг, «законник» Альберт Цинцадзе (Михо Слепой). В Москве люди Мирона исполняли смертные приговоры, вынесенные криминальными «авторитетами» провинившимся или предателям, а также контролировали ряд коммерческих структур. Кроме того, Мирон враждовал с «солнцевскими» и «вором» Шакро Молодым, на которого дважды организовывал покушения (фактически конфликтовали два курдских клана — братья Мамедовы против Деда Хасана и Шакро Молодого).
К середине 1990-х годов интересы клана Деда Хасана распространялись на Северный Кавказ, Москву, Санкт-Петербург, Екатеринбург, Украину, а также на некоторые города и сферы бизнеса в Западной Европе, Прибалтике и Израиле. Доверенные люди Хасана и Шакро Молодого являлись учредителями и совладельцами ряда банков, торговых компаний, казино, отелей, ресторанов и рынков. Среди связей Усояна того периода значились «воры в законе» Шакро Какачия (Шакро Старый), Автандил Ломидзе (Авто), Датико Цихелашвили (Дато Ташкентский), Дзамбо Дзамбидзе (Джамбо Молодой), Давид Габелашвили (Дато Краснодарский), Тенгиз Думоев (Тенгиз), Владимир Барсегов (Кирпич), Владимир Волков (Волчок), Нодари Гогиашвили (Цаул), Матвей Пилиди (Матвей или Грек), Александр Окунев (Огонёк), Сергей Макаров (Макар), Андрей Трофимов (Трофа), Владимир Чернышов (Чёрный), Николай Зыков (Якутёнок), а также «положенцы» Сергей Крахмалюк (Крахмал) в Сочи, Рустам Назаров (Крест) в Казани и Несипбай Насенов (Рыжий Алмаз) в Казахстане.
Близким знакомым Усояна стал эстрадный певец и композитор Ефрем Амирамов, который перечислял в воровскую кассу значительные суммы выручки от концертов (в ответ криминальные лидеры оказывали покровительство Амирамову, приглашали его на свои юбилеи и праздники, а также заказывали у «звезды шансона» песни, прославляющие «воровской мир»).

## Война с кланом братьев Огановых
Крупнейшим конфликтом второй половины 1990-х годов в биографии Усояна стала его война с братьями Рудольфом и Вачикосом Огановыми (оба — «воры в законе»). Формально Рудольф Оганов (Рудик Бакинский) обвинил Усояна в растрате средств, которые армянские «авторитеты» из Узбекистана отправили в Москву, а также в «коронации» недостойных лиц. Усояна трижды приглашали на воровские встречи, но он не являлся. На одной из них, состоявшейся в ноябре 1997 года в Подмосковье, Хасана решили лишить титула, что поддержали такие влиятельные «воры в законе», как Николай Зыков по кличке Якутёнок и Степан Фурман по кличке Стёпа Мурманский. Мало того, на сторону Огановых встали бывшие друзья Усояна из числа курдов-езидов — «законники» Нодар Чограши (Ноно) и Валерий Фаризов (Валера Курд). Истинной причиной конфликта стал передел сфер влияния в Краснодарском крае, а первой искрой — убийство в 1995 году в Москве Арама Юзбашева, близкого к братьям Огановым.
15 апреля 1996 года в Пятигорске было совершено покушение на братьев Огановых. Кроме того, в том же году были убиты двое их сторонников — бизнесмен Эдуард Авакян, расстрелянный у московского ресторана «Помидор», и Гагик Шатварян, вместе с которым случайно погибли двое пенсионеров. В июле 1996 года Усоян был задержан сотрудниками питерского РУОПа в автомобиле околокриминального предпринимателя Жоржа Авдышева (помощник заместителя председателя Законодательного собрания Санкт-Петербурга Виктора Новосёлова). При Усояне был найден пистолет ТТ, а в его квартире — крупная сумма денег (в то же самое время в Москве был задержан сын Хасана). В короткие сроки за Усояна был внесён крупный денежный залог и он вышел на свободу. На время Хасан был вынужден уехать из Петербурга, но вскоре вернулся.
В 1997 году братья Огановы нанесли ответный удар по сторонникам Усояна. Сперва был похищен и после пыток убит Ваник Каракозян, сознавшийся в покушении на Рудика (по оперативной информации, Ваника похитили, а затем забетонировали в стене дачи в поселке Тучково под руководством сотрудника московской милиции). Затем у московского кафе «Санта-Фе» были убиты «вор в законе» Артур Кульбяков (Борода) и двое членов его банды. В январе 1998 года Усоян и Захарий Калашов (Шакро Молодой) собрали в городе Шахты встречу, на которую прибыло 45 «воров в законе» из различных регионов России (спокойно провести собрание помешала местная милиция). В апреле 1998 года у Хасана в Казахстане состоялась встреча с Якутёнком, на которой последний не смог объяснить конкретных причин, по которым он поддержал «раскоронацию» Усояна (19 июня 1998 года трое автоматчиков расстреляли Якутёнка и двух его телохранителей в пермском ночном клубе «Болид»).
Летом 1998 года «воры в законе» Борис Петрушин (Боря Брянский или Барыга), Илья Симония (Махо), Сосланбек Апаев (Косор или Мексиканец) и Кор-Оглы Мамедов (Каро) обвинили Хасана в отходе от воровских традиций и махинациях с деньгами из воровской кассы. Среди других претензий к Усояну значились поставки наркотиков из Узбекистана и торговля техническим спиртом, из-за чего умирали простые люди, что считается нарушением кодекса. 8 августа 1998 года в кафе «Рубин» сочинской гостиницы «Кавказ» на Усояна было совершено покушение, но за несколько минут до этого он уехал домой (согласно другой версии — вышел в туалет). Однако в результате автоматного огня были убиты «вор в законе» Тристан Чачанадзе и «авторитеты» братья Уноевы, а пятеро посетителей заведения получили тяжёлые ранения (согласно одной из версий, заказ на убийство поступил от Рудика Бакинского).
Также в 1998 году по пути из аэропорта «Внуково» был похищен Арутюн Ростомян (Арут), близкий к клану Хасана. Сам Усоян был задержан в аэропорту «Шереметьево» с дозой наркотиков (в уголовном мире это событие получило широкую огласку, поскольку у старика изъяли «клубные» таблетки экстази). Его доставили в помещение РУОП на улицу Шаболовка, где провели беседу по поводу содействия в освобождении полпреда президента в Чечне Валентина Власова и войны с Рудиком Бакинским (допрос вёл начальник ГУБОП МВД Михаил Ваничкин). 17 октября 1998 года в Наро-Фоминском районе Московской области было совершено новое покушение на Оганова (его кортеж был обстрелян из гранатомёта и автоматов, в результате чего два охранника погибли, один получил тяжёлые ранения). 11 февраля 1999 года в придорожном кафе «Мир» на 51-м км МКАД убийцы всё же расстреляли Рудика Бакинского, а вскоре был убит и его брат Вачикос, поклявшийся отомстить Усояну. В общей сложности в ходе войны между Хасаном и братьями Огановыми было убито более 150 человек с обеих сторон, только в районе Минеральных Вод ликвидировали 37 «авторитетов».
28 июля 1999 года в результате ДТП под Геленджиком Усоян получил перелом костей правого предплечья и был доставлен в реанимацию, где его лечением занимались лучшие врачи, специально для этого прибывшие из Москвы. Также в 1999 году он приобрёл в Санкт-Петербурге трёхкомнатную квартиру на улице Верейской, где останавливался всякий раз, приезжая в город (хотя по воровскому кодексу «законник» не может иметь собственности, сбережений и не должен прописываться по месту жительства).

## 2000-е годы

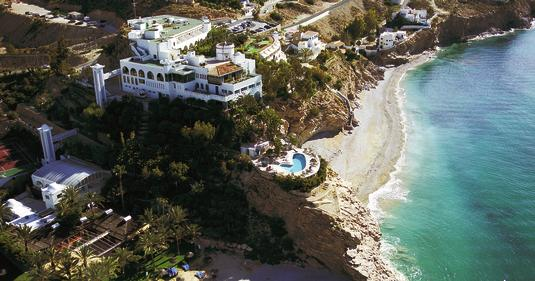
Отель Montiboli в Аликанте, где проходила встреча российских криминальных лидеров

В августе 2001 года в Химках, по пути из аэропорта Шереметьево в Москву, был взорван автомобиль, в котором погибли «вор в законе» Нодар Чограши (Ноно) и его брат Дато. После войны с Усояном Чограши уехал за рубеж, но был вынужден вернуться в Россию для участия в разрешении очередного криминального конфликта. В том же 2001 году двоюродный племянник Усояна Борис Пашаев, работавший в одном из московских подразделений МВД по борьбе с организованной преступностью, был обвинен в разбое, превышении полномочий и изнасиловании, после чего бежал в Грузию. Усоян часто пользовался услугами Пашаева по дискредитации конкурентов: тот добывал для Деда Хасана компрометирующие фото «авторитетов», отбывавших срок, или подбрасывал оружие и наркотики тем, кто мешал Хасану на свободе. Несмотря на то, что Пашаев был объявлен в розыск по линии МВД России, в Грузии он устроился адвокатом.
20 и 21 марта 2003 года Дед Хасан принимал участие в представительском собрании, на котором также присутствовали влиятельные «воры в законе» Захарий Калашов (Шакро Молодой), Владимир Тюрин (Тюрик), Виталий Изгилов (Зверь), Тариэл Ониани (Таро), Мераб Гогия (Мераб или Мелия), Джамал Хачидзе (Джамал), Вахтанг Кардава (Вахо), Мамука Микеладзе (Мамука) и Армен Арутюнов, криминальные «авторитеты» и «авторитетные бизнесмены» Константин Манукян и Леон Ланн (формально встреча была приурочена к празднованию 50-летнего юбилея Калашова и проходила в Аликанте, в фешенебельном отеле Montiboli). Тогда же было принято решение о создании «прачечной» (сети фирм, через которые криминальные структуры отмывали свои доходы, вкладывая их в недвижимость курортного региона Коста-дель-Соль).
Другим отголоском войны с кланом Огановых стало покушение в Москве в марте 2005 года на группу армянских бизнесменов, контролировавших сеть кафе и ресторанов. В результате расстрела автомобиля коммерсантов и машины охраны погибли Вартан Аракелян, его компаньон Оганез Меликселян и один из телохранителей, тяжёлые ранения получили Роман Аракелян, брат Вартана, и водитель Акоп Меликселян. Ранее погибшие входили в окружение Рудика Бакинского, а после его расстрела поддерживали отношения с наследником Огановых — Гариком Даниловым. Когда летом 2005 года в Москву вернулся Япончик, именно Усоян предоставил ему денежное довольствие в виде доли в бизнесе и отчисления из воровской кассы (славянские группировки и «авторитеты» ограничились лишь выражением дани уважения и признанием прошлых «заслуг»).

### Банда Леснякова
Согласно данным оперативников, одним из боевых «крыльев» клана Деда Хасана являлась банда Дмитрия Леснякова (Лес), члены которой причастны к нескольким убийствам в ходе войны с кланом Таро (в том числе на территории России, Франции и Испании). Связь между окружением Усояна и бандой Леса осуществлялась через «вора в законе» Гочу Антипова (Альфасон) и «авторитета» Карло Микадзе. Кроме того, благодаря Микадзе люди из окружения Хасана взяли под свой контроль один из московских банков, через который проводили свои финансовые махинации.
Летом 2008 года на пороге Пушкинской прокуратуры член банды Леса, по заказу одного криминального авторитета из клана Аслана Усояна, зарезал предпринимателя Казакова. Покойный являлся «первым нелегальным игорным магнатом Подмосковья», а метод его убийства — подчеркнуто мафиозным, иные утверждали, что у киллера заклинило оружие, поэтому он использовал нож. На похороны Казакова приехали депутаты разного уровня, члены Совета Федерации, главы городов, представители ГУВД и прокуратуры. В дальнейшем расследование убийства Казакова переросло в „Игорное дело прокуроров“. Выяснилось, что Казаков собирал с коммерсантов деньги для коррумпированных прокуроров, представлял интересы последних на бандитских сходках и вошёл в противоречие с кланом Усояна по поводу местного рынка. Глава Серпуховского района Александр Шестун указал на то, что «убили Казакова местные бандиты, у которых он вместе с прокурорами отнял Пушкинский рынок». Предположительно, этот заказ Лесняков получил через Карло Микадзе, человека Усояна. Казаков ранее имел с ними хозяйственные споры и административные конфликты, но даже чистосердечное признание киллера не убедило присяжных в том, что убийство Казакова было совершено по найму некого третьего лица. Бригада Микадзе отвечала за различные крупные финансовые аферы в Москве и Подмосковье, потому не исключено, что Лесняков являлся лишь номинальным учредителем «Пушкинского колхозного рынка».
Аслан Усоян и позже использовал группировку Леснякова в интересах своего клана, в основном для совершения заказных убийств. К примеру, вечером 6 февраля 2009 года на Инициативной улице в Москве Лесняков и его люди расстреляли из автоматов «вора в законе» Алика Миналяна (Алик Сочинский). Он был смотрящим от группировки Усояна за распределением строительных подрядов на Зимних Олимпийских играх, но незадолго до убийства поссорился с окружением босса.

## Война с кланом Тариэла Ониани

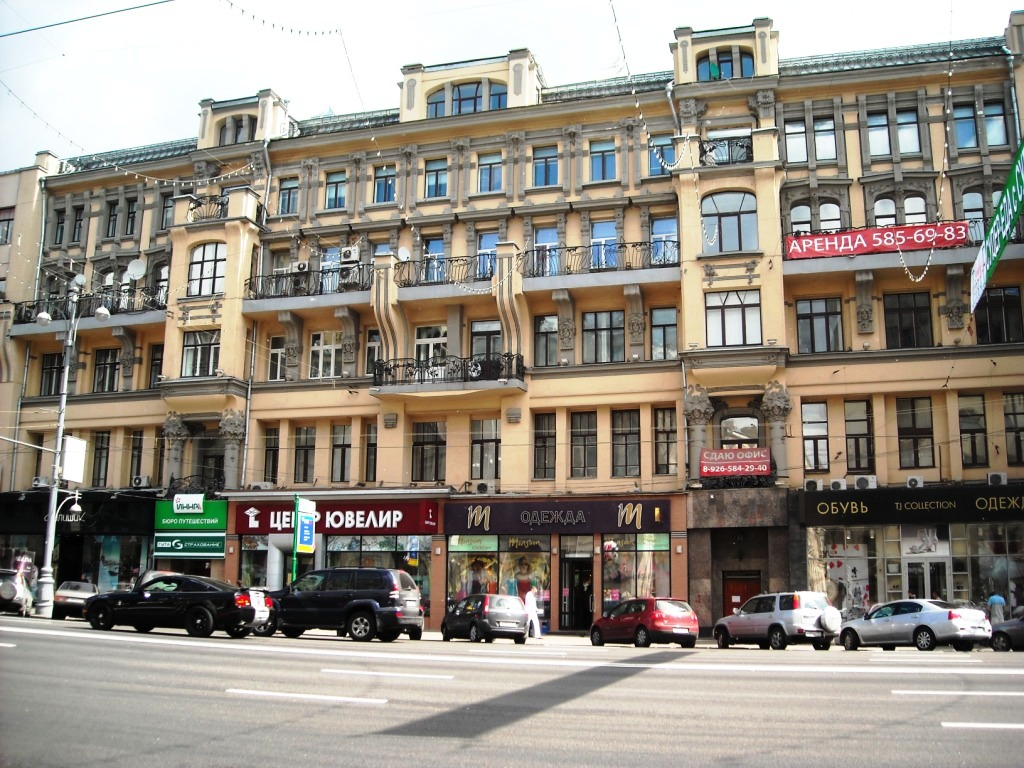
Тверская, 12

В мае 2006 года в Объединённых Арабских Эмиратах был арестован и экстрадирован в Испанию «вор в законе» Захарий Калашов (Шакро Молодой), как и Усоян, происходивший из семьи курдов-езидов. Раздел его огромной бизнес-империи в России и Западной Европе вылился в конфликт между кланами Хасана, вставшего на сторону Лаши Шушанашвили (Лаша Руставский), и другого влиятельного «вора в законе» — Тариэла Ониани (Таро). К этому времени фактической штаб-квартирой Усояна являлся отдельный кабинет в московском ресторане «Старый фаэтон» на Большой Никитской улице. Здесь он принимал посетителей, в том числе высокопоставленных сотрудников МВД и ФСБ, разрешал криминальные и коммерческие споры. В сферу интересов Усояна входили возврат долгов, получение кредитов, покровительство компаниям и защита от запугиваний, некоторые овощные, вещевые и строительные рынки, земельные участки, взятки в строительной сфере, нелегальный игорный бизнес.
Сперва противостояние между Хасаном и Таро ограничивалось многочисленными «сходками», на которых главари кланов заручались поддержкой других «авторитетов», вербовали новых сторонников (в том числе посредством «коронации» новичков) и обвиняли противников в отходе от «воровских традиций». 2 мая 2008 года Усоян провёл встречу, на которой Япончик встал на его сторону в конфликте между кланами (отбывая в конце 1980-х — начале 1990-х годов срок в спецтюрьме № 2 города Тулуна, Япончик поссорился с очень влиятельным в Иркутской области «вором в законе» Ильёй Симония по кличке Махо, другом Ониани, и с тех пор конфликт между Япончиком и поддержавшим его Дедом Хасаном с одной стороны и Таро с другой, то затихал, то вновь разгорался). В июне 2008 года Усоян был задержан в Подмосковье сотрудниками Департамента по борьбе с организованной преступностью и терроризмом МВД РФ, но после проведения профилактической беседы его отпустили. 8 июля 2008 года Ониани собрал свою представительную «сходку» на Пироговском водохранилище, но спецназовцы высадились на арендованный теплоход и задержали несколько десятков криминальных лидеров, близких или лояльных к «кутаисскому клану» (существуют свидетельства, что информацию о встрече правоохранителям могли предоставить люди из окружения Хасана).
17 ноября 2008 года получил огнестрельные ранения ресторатор Гела Церцвадзе, считавшийся «правой рукой» Таро (он управлял легальным бизнесом Ониани и отвечал за организацию встречи на Пироговском водохранилище). 6 февраля 2009 года в Москве был убит «вор в законе» Алик Миналян (Алик Сочинский), а 22 мая 2009 года — «вор в законе» Андрей Голубев (Скиф) и «авторитет» Александр Корсаков (Корсак), все трое — сторонники Хасана. В июне того же года за похищение бизнесмена и вымогательство у него денег в элитном поселке Горки-2 был арестован и сам Ониани (в июле 2010 года Хамовнический суд приговорил Таро к 10 годам строгого режима). 28 июля 2009 года у московского ресторана «Тайский слон» получил смертельное ранение Вячеслав Иваньков (Япончик) — давний друг и компаньон Усояна. 18 марта 2010 года во Франции был убит «вор в законе» Владимир Джанашия (Ладо), сторонник Ониани. 10 мая 2010 года в Греции был убит «законник» Малхаз Кития (Махония), также близкий к клану Таро. Вскоре в Салониках при весьма странных обстоятельствах скончался Лаврентий Чолакидис (Лева Грек), сподвижник Усояна.
После покушения на Япончика Усоян смог убедить «воровское сообщество» в причастности к этому людей Ониани, а также организовал письмо, подписанное видными «законниками», в котором Ониани фактически был вынесен смертный приговор. Большая часть славянских «воров в законе», ранее сторонившаяся конфликта между Хасаном и Таро, перешла на сторону Усояна. Другая часть «воров» утверждала, что к покушению на Япончика мог быть причастен и сам Усоян, опасавшийся ревизии «общака», часть которого находилась на хранении у его родственников (Усоян даже не присутствовал на похоронах Япончика, курсируя между Сочи и Абхазией). К тому времени позиции Деда Хасана были очень крепки, практически в каждой области России и почти во всех ближайших странах бывшего СССР были расставлены «смотрящие» от его клана (как из числа влиятельных «авторитетов», примкнувших к клану, так и из числа недавно «коронованных», которые устраняли конкурентов клана на своей подведомственной территории).
Параллельно с войной против клана Ониани в 2009 году Усоян вмешался в другую кровопролитную войну между двумя воровскими кланами за контроль над овощным рынком Москвы. С одной стороны конфликта находился клан «вора в законе» Бахыша Алиева (Ваха), которого поддержал Дед Хасан. Им противостоял клан «вора в законе» Ровшана Джаниева (Ровшан Ленкоранский), который за время нахождения в заключении Вахи прибрал к своим рукам многие активы и фактически установил контроль над оптовым рынком зелени московского региона. Не забывал Усоян укреплять своё присутствие и в постсоветских странах, «коронуя» тамошних криминальных лидеров из числа своих сторонников или отправляя в эти страны своих «смотрящих». Так, в 2008 году в один день он «короновал» в Москве Василия Станчу по кличке Вася Молдаван (единственного на тот момент молдавского «законника», находившегося на свободе) и Камчи Кольбаева (единственного на постсоветском пространстве киргизского «вора в законе»).
26 апреля 2010 года Аслан Усоян был задержан в вип-зале Бориспольского аэропорта и выслан обратно в Москву: формально его обвинили в использовании поддельных документов. Целью визита Деда Хасана было проведение воровской «сходки» и урегулирование конфликта, возникшего в киевских езидской и армянской диаспорах после расстрела директора мебельного центра «4room» Шабаба Алояна и двух его охранников.
Вечером 16 сентября 2010 года в Москве на Тверской улице во дворе дома 12/7 на Аслана Усояна было совершено покушение. Он приехал навестить сына Нодари, проживавшего в этом корпусе, а по другим данным — давно жил в этом доме, оформив квартиру на сына. Усоян получил огнестрельные ранения в живот, а его охранник Артур Баграмян — ранения в плечо и грудь. Стреляли из автомата Калашникова с глушителем из окна напротив, из квартиры известного художника Михаила Гурвича, расположенной на третьем этаже дома 12/8. Обоих раненых отвезли в Боткинскую больницу и прооперировали. Поначалу правоохранительные органы даже заявили о смерти Усояна, но потом объяснили это интересами следствия и стремлением выставить охрану. На место происшествия выезжал начальник ГУВД Москвы Владимир Колокольцев. Одни люди из окружения Хасана заявляли, что покушение организовал ближайший сподвижник Ониани, «вор в законе» Мераб Джангвеладзе (Мераб Сухумский), другие обвиняли в стрельбе азербайджанского «вора в законе» Ровшана Джаниева (Ровшан Ленкоранский). Кроме того, ряд источников указывал на «вора в законе» Алексея Суворова (Петрик или Лёня Хитрый), ставшего после убийства Япончика негласным лидером «славянского воровского крыла».
После покушения Усоян на время отошёл от дел. Он проживал в одном из особняков в Люберцах, который принадлежал братьям-«законникам» Пипия, и передал свои полномочия близкому «вору в законе» Лаше Шушанашвили (Лаша Руставский). Согласно оперативной информации, основными конфликтными сферами, из-за которых могли покушаться на Усояна, являлись финансовые потоки вокруг строительства олимпийских объектов в Сочи и территория, на которой ранее располагался Черкизовский рынок, закрытый властями в 2009 году. Кроме того, многие источники указывали на вражду и взаимные обвинения, возникшие в криминальном мире после ранения и смерти Япончика. Окончив лечение, Усоян передвигался исключительно в бронированном автомобиле, в окружении группы телохранителей из числа курдов и армян.
Весной 2011 года верхушка так называемой «объединенной оппозиции», противостоявшей клану Деда Хасана, в том числе «воры в законе» Тариэл Ониани по кличке Таро, Мераб Джангвеладзе по кличке Мераб Сухумский, Ровшан Джаниев по кличке Ровшан Ленкоранский, Джемал Микеладзе по кличке Джемо и Александр Бор по кличке Тимоха, объявила мораторий на «коронацию» Усояном многочисленных «воров». В письме, отправленном по тюрьмам и колониям, «оппозиционеры» в случае ослушания пригрозили «кандидатам» и тем, кто будет их «короновать», большими неприятностями. Несмотря на угрозы, в мае 2011 года в Одинцовском районе Подмосковья «законники» из окружения Усояна (в том числе Михаил Воеводин по кличке Миша Лужнецкий, Владимир Зятьков по кличке Зятёк и Вагиф Сулейманов по кличке Вагиф) провели «сходку» и «короновали» нескольких новичков.
В августе 2011 года в одном из баров Бельгии по приказу Мераба Сухумского были жестоко избиты и получили множественные ножевые ранения «вор в законе» Давид Озманов (Дато Краснодарский) и «авторитет» Роман Манукян, входившие в клан Деда Хасана. 30 августа 2011 года в Москве в собственном автомобиле убили подполковника МВД Тамаза Брои по кличке Тамазик, являвшегося главным связующим звеном между МВД и Дедом Хасаном. Этот земляк Усояна (Брои родился в Тбилиси в семье курдов-езидов) служил в Межрегиональном центре по охране перевозимого имущества Главного управления вневедомственной охраны МВД и нередко захаживал к Усояну в ресторан «Старый фаэтон».
В апреле 2012 года в Москве был застрелен «авторитет» Ильгар Джабраилов (Данабаш), отвечавший в клане Хасана за контакты с определёнными людьми в спецслужбах, властных и правоохранительных структурах. Также он был «смотрящим» за рынками и овощными базами Москвы. В мае 2012 года под Анапой во время задержания скончался «вор в законе» Мерали Мусоян по кличке Омар. Этот курд-езид был близким другом Усояна и одним из самых влиятельных «авторитетов» Краснодарского края. После этого позиции Усояна пошатнулись, а сам он замкнулся и стал желать только спокойной жизни. Почти всеми делами клана управляли его племянники Мирон (интересы в Ярославле и Подмосковье) и Тимур Тбилисский (интересы в Екатеринбурге), а также племянники Око и Тенгиз (интересы в Москве, в том числе сеть магазинов, и водочный бизнес в Краснодарском крае). Юрий Усоян (Юра Лазаревский) контролировал положение дел в Краснодарском крае, а курд-езид Гади Калоян (Оник) представлял интересы клана в Казахстане. «Коронованный» Хасаном «вор в законе» Юсиф Алиев по прозвищу Юська или Юсиф Бакинский курировал азербайджанскую общину Москвы и продажу овощей и фруктов на столичных рынках. Курдскую общину курировал другой друг Усояна — помирившийся с ним «вор в законе» Валерий Фаризов (Валера Тбилисский или Валера Курд).
По данным итальянской полиции, 18 сентября 2012 года Мераб Джангвеладзе (Мераб Сухумский) собрал своих ближайших сподвижников в Риме обсудить затяжную войну с кланом Деда Хасана. По некоторым данным, на «сходке» присутствовали также враги Деда Хасана из других кланов, в том числе «воры в законе» Ровшан Джаниев и Джемал Микеладзе по кличке Джемо, входившие в руководство так называемой «объединенной оппозиции». В ходе телефонного разговора с Ониани, который на тот момент находился в местах лишения свободы, «законники» приняли решение ликвидировать Аслана Усояна.

## Убийство и похороны

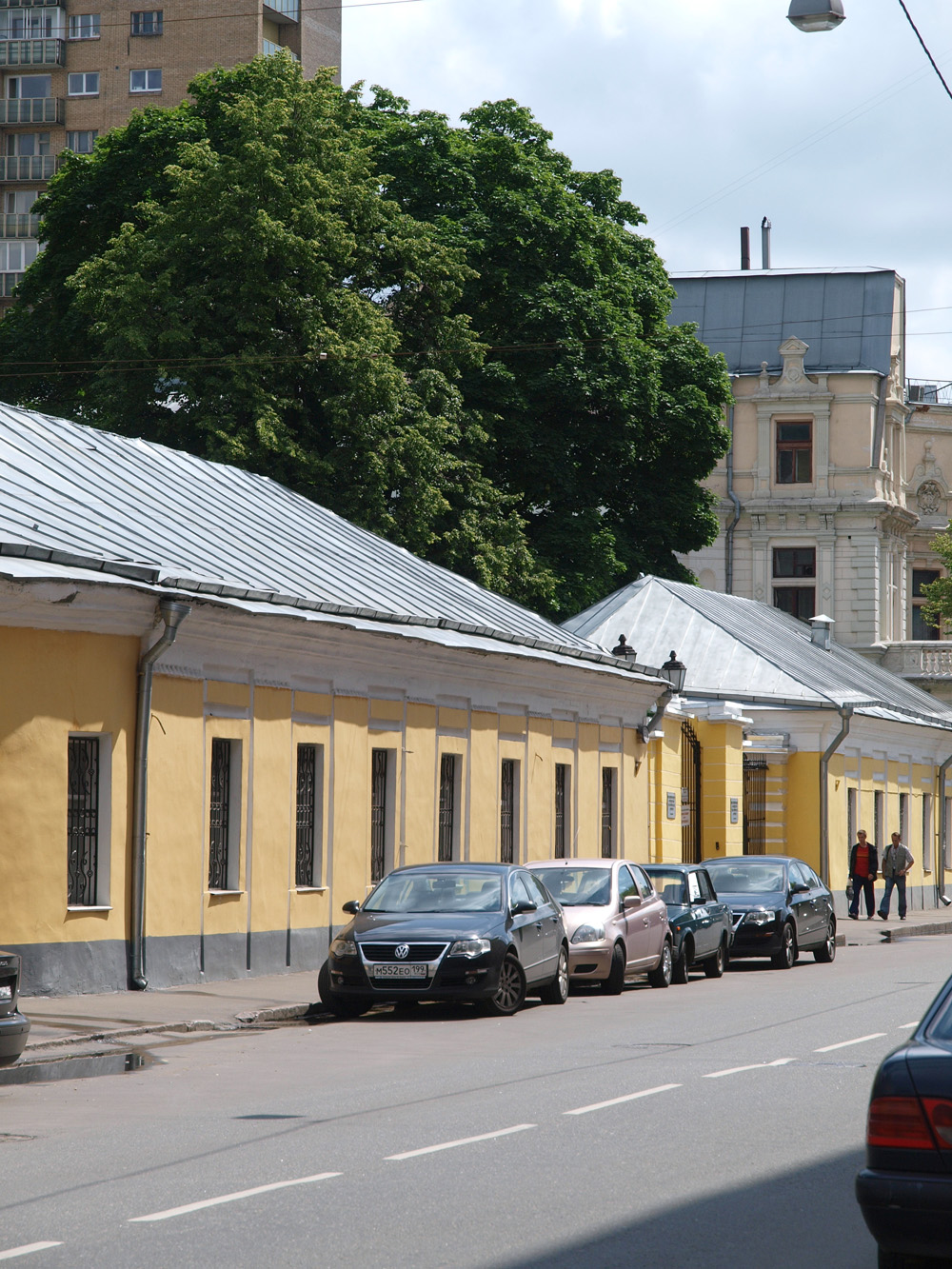
Поварская, 52

16 января 2013 года во дворе ресторана «Старый фаэтон», расположенного во флигеле Центрального дома литераторов (Большая Никитская улица, 55), Усоян получил смертельное ранение в голову из автомата Вал, после чего скончался в реанимации Боткинской больницы (согласно другим источникам — ещё в карете скорой помощи). По другим данным, убийство произошло у ресторана «Каретный двор» (Поварская улица, 52). Оба эти ресторана выходят в небольшой сквер, раскинувшийся вокруг памятника Льву Толстому, между улицами Поварская и Большая Никитская. Кроме того, в ходе покушения тяжёлое ранение через дверь получила официантка ресторана. Убийца стрелял с лестничной площадки или чердака, расположенного над бывшей квартирой Сергея Михалкова (дом № 35 на Поварской улице). На место происшествия выезжали начальник московской полиции Олег Баранов и руководитель Главного следственного управления СК РФ по Москве Вадим Яковенко.

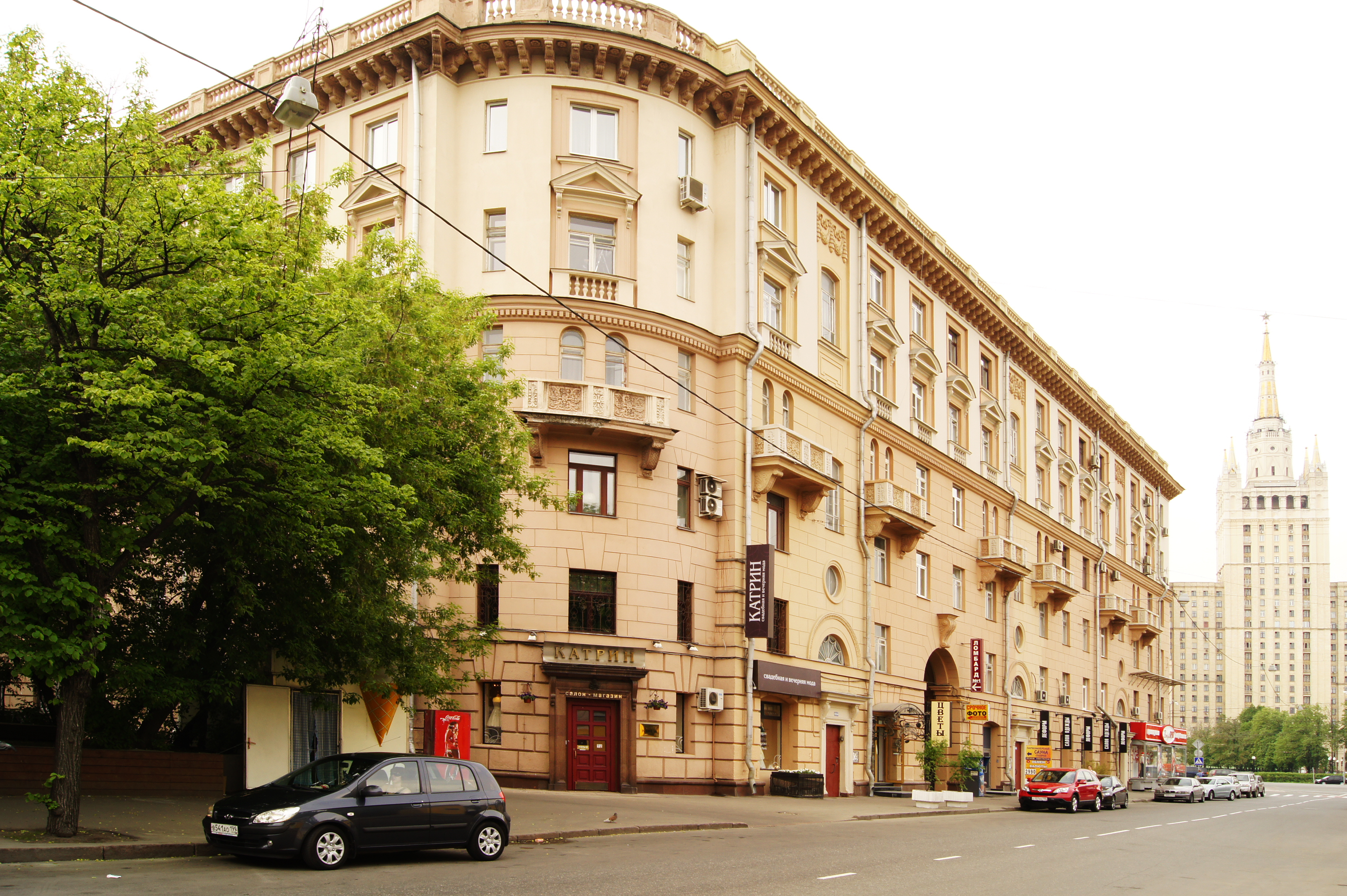
Поварская, 35

Изначально представители криминалитета планировали похоронить Усояна на престижном Ваганьковском кладбище, рядом с могилой Япончика, или на езидском кладбище в Краснодарском крае. Но семья настояла на исполнении завещания Усояна — быть похороненным рядом с матерью и братом в Тбилиси, на езидском участке старого Кукийского кладбища, поскольку в Тбилиси проживали жена Дульша Авдоева, дочь Нуна, родная сестра и другие родственники, которые получили предварительное разрешение от грузинских властей. Поздно вечером 17 января в ритуальном зале московского Троекуровского кладбища состоялась гражданская панихида, на которую съехались крупнейшие представители криминального мира, для которых въезд в Грузию был невозможен из-за действующего там «антиворовского» закона. После панихиды катафалк с гробом увезли в аэропорт «Внуково», где его ждал заказанный на Украине чартерный самолёт авиакомпании «Windrose Airlines».
Однако прилетевший из Донецка Ту-154 доставить гроб ни в Тбилиси, ни в Ереван так и не смог. В тбилисском доме Усояна священники-езиды отслужили по покойному панихиду, после чего жена с дочерью срочно вылетели в Москву. По одной из версий, грузинские власти, а именно министр внутренних дел Ираклий Гарибашвили, в последний момент отказали родственникам в захоронении Усояна на родной земле, но генеральный прокурор страны Арчил Кбилашвили отрицал это; по другой версии, власти похороны разрешили, но строго запретили присутствие на церемонии «воров в законе». В итоге самолёт был вынужден через Донецк вернуться в Москву, а тело Хасана из аэропорта опять привезли в ритуальный зал Троекуровского кладбища, начав добиваться от московских властей разрешения на похороны. Единственным доступным вариантом оказалось Хованское кладбище, где 20 января в воскресенье его и похоронили, причем напротив могилы другого известного криминального авторитета — Сильвестра. На кладбище распоряжался племянник Дмитрий Чантурия. Когда гроб закопали, на могильном холмике рядом с православным крестом по езидской традиции зажгли небольшой костёр, пламя которого загасили сотнями живых роз. Главный поминальный обед, на который съехалось более тысячи человек, прошёл в ресторане «Наш двор»: гости заходили партиями, постепенно уступая место следующим. На этих поминках распоряжался Нодари Усоян. В ресторане «Босфор» поминки для краснодарских «авторитетов» организовал «вор в законе» Ширали Мусоян (Шике), брат покойного Омара. В «Старом фаэтоне» собрались представители «тбилисского» клана, а в другом ресторане — члены «курдского» клана под руководством Валеры Тбилисского.
На волне слухов, возникших в Интернете, пресс-секретарь президента Дмитрий Песков был вынужден уверять журналистов, что Владимир Путин не был знаком с Асланом Усояном (поводом для таких утверждений послужила фотография, на которой человек, похожий на молодого Путина, был запечатлён с человеком, отдалённо похожим на Деда Хасана).

### Клан после смерти Усояна

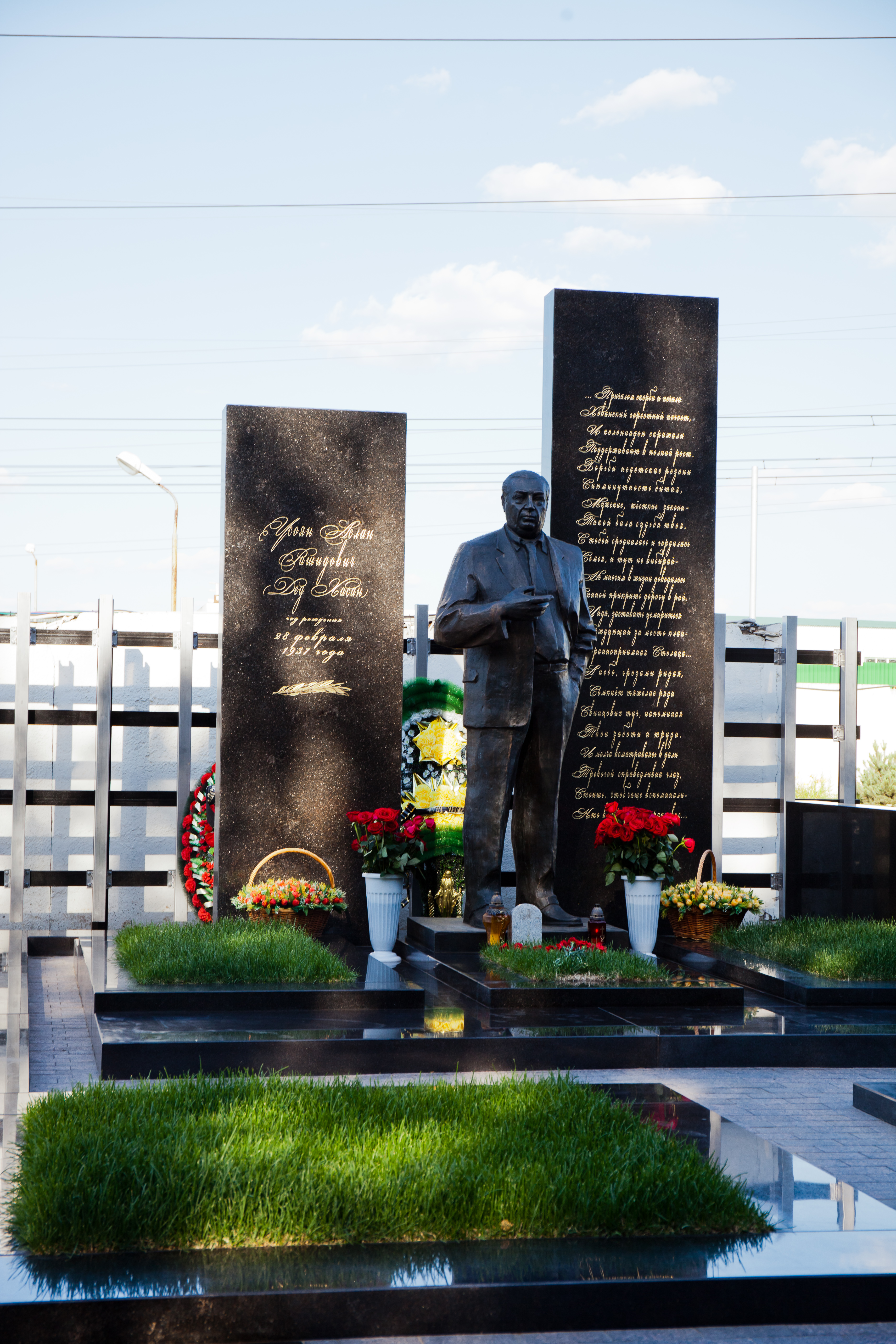
Могила Усояна на Хованском кладбище в Москве. Скульптор — Григорян А. В.

Вечером 16 января 2013 года, вскоре после убийства Аслана Усояна, в ресторане «Порто Мальтезе» на улице Правды состоялась 40-минутная сходка лидеров преступных сообществ, которые обсудили последние события и кандидатуру преемника главы клана. Новым лидером клана Деда Хасана стал его племянник, молодой «вор в законе» Дмитрий Чантурия (Мирон). Он сразу же объявил соратникам, что «смерть Усояна не останется безнаказанной, он непременно будет отомщён».
18 января 2013 года в Сухуми застрелили новоиспечённого «законника» Астамура Гулия (Астик Сухумский), находившегося в оппозиции к клану Хасана. 28 января 2013 года в отместку за смерть Усояна в Москве был убит «вор в законе» Руфат Насибов (Руфо Гянджинский), «правая рука» Ровшана Джаниева. После смерти Усояна ресторан «Старый фаэтон» под свою штаб-квартиру облюбовал чеченский «вор в законе» Ислам Эдильгиреев (Ислам Большой), ранее «коронованный» Дедом Хасаном.
В течение 2013 года произошли изменения в интернациональном и некогда обширном клане Деда Хасана. На лидирующие позиции выдвинулись славянские «воры в законе» и примкнувшие к ним кавказские «законники»: Владимир Тюрин (Тюрик), ставший своеобразным «куратором» клана, Юрий Пичугин (Пичуга), Олег Мухаметшин (Муха), Виктор Панюшин (Пан), Константин Борисов (Костыль), Владимир Озерский (Зюзя), Василий Христофоров (Вася Воскрес), Эдуард Асатрян (Осетрина) и Элгуджа Туркадзе (Гуджа). Утратили былую власть молодые «воры» Дмитрий Чантурия (Мирон) и Гела Кардава (Гела), которые после смерти Хасана претендовали на лидерство в клане (Гелу считали ставленником отбывавшего наказание «вора» Лаши Шушанашвили по кличке Лаша Руставский), а также опытные «законники» Валерий Фаризов (Валера Курд) и Темури Мирзоев (Тимур Тбилисский или Тимур Свердловский). Основные финансовые потоки, как и прежде, контролировали из греческой тюрьмы Лаша Шушанашвили и из испанской тюрьмы Захарий Калашов. Среди открытых врагов клана были определены «азербайджанцы» Ровшана Джаниева (Ровшан Ленкоранский), «кутаисцы» Тариела Ониани (Таро) и «сухумцы» Мераба Джангвеладзе (Мераб Сухумский), а также дружественная им «таганская» группировка.
В мае 2015 года расследование уголовного дела по факту убийства Аслана Усояна было приостановлено. В августе 2018 года на представительной сходке главным вором в законе России был избран Олег Шишканов (Шишкан). С его избранием завершилась эпоха гегемонии курдов-езидов, к числу которых принадлежали предыдущие хранители «общака» Аслан Усоян (Дед Хасан) и Захарий Калашов (Шакро Молодой).

### Дело Таганской ОПГ
12 мая 2025 года Мосгорсуд приговорил к срокам от 22 до 25 лет лишения свободы десять участников Таганской ОПГ; их признали виновными по множеству статей, в том числе в организации убийства Аслана Усояна. Главарь группировки Игорь Жирноклеев получил 25 лет лишения свободы. Группировку, основанную ещё в 1991 году, ликвидировали в январе 2019 года после задержания Жирноклеева и других членов ОПГ.

## Личность
По отзывам «коллег» покойного, при разборе криминальных конфликтов Усоян отличался справедливостью, его слово имело большой вес и нередко было решающим. Он прямо не контролировал предпринимателей, хотя и получал от них подношения за различные услуги (официально эти деньги направлялись в воровской «общак»). Бизнесмены, платившие дань людям Хасана, отмечали его честность и широкие возможности в разрешении конфликтных ситуаций. На словах Усоян выступал против кровопролития в криминальной среде, призывая решать конфликты миром, однако никогда не прощал личных обид и людей, ставивших под сомнение его авторитет и порядочность.
Усоян выступал против наркотиков и на этой почве даже поссорился с родным братом, который употреблял героин, хотя существует немало свидетельств того, что люди из клана Усояна курировали или непосредственно контролировали наркобизнес в отдельных регионах. В повседневной жизни Дед Хасан отличался тихим нравом и скромностью, предпочитая не привлекать к себе внимание. Усоян всегда безукоризненно одевался, отдавая предпочтение тёмным костюмам и белым рубашкам, особенно французской марки Zilli. Ремонт в московской квартире Усояна делал известный дизайнер Борис Краснов (правда, заказчику результат не понравился, после чего с Краснова потребовали неустойку). Усоян бегло говорил на нескольких кавказских языках, отличался острым умом и широким кругозором. На колене (по другим данным — на голени) у Усояна имелась культовая, но достаточно редкая в последнее время наколка «Не забуду мать родную» (под «матерью» в уголовном мире подразумевается или тюрьма, или «воровская семья»).
Журналистам Усоян всегда заявлял, что является простым российским пенсионером и не связан с криминалом, официально на него была оформлена лишь одна собственность — чёрная «Волга» 1993 года выпуска. Однако при задержании сотрудниками силовых ведомств никогда не отрицал, что является «вором в законе» (согласно «воровскому закону», скрывать свой статус запрещено даже перед правоохранителями). Некоторые старые «воры» упрекали Хасана в связях или даже в сотрудничестве с представителями МВД и ФСБ, но он категорически отвергал эти обвинения. На различных светских мероприятиях Усоян нередко пересекался с известными артистами, имеются его фотографии со многими звёздами эстрады, в ресторанах любил послушать «русский шансон», особенно «блатные песни». В последние годы, особенно после покушения в 2010 году, Усоян отличался слабым здоровьем. Последствия ранения усугубляли больные почки и сахарный диабет, что заставляло Усояна быть умеренным в еде и выпивке. Несмотря на это, он нередко позволял себе каспийскую осетрину и домашнее вино, которые специально для него доставляли в Москву.
Усоян или люди из его ближайшего окружения имели компрометирующие материалы и досье на многих влиятельных людей, в том числе на чиновников, политиков и артистов. Профессор Марк Галеотти, эксперт по российскому криминальному миру из Нью-Йоркского университета, так охарактеризовал Аслана Усояна: «Он был жирным пауком в центре паутины и никогда не марал собственных рук». Корреспондент «The Washington Post» Кэти Лалли назвала Усояна «российским Доном Корлеоне». Британская газета «The Financial Times» так прокомментировала смерть Усояна: «Убит человек, который слыл высшим криминальным „боссом“ в России». Испанская газета «El Pais» отметила, что Усоян «умер достойно, если исходить из кодекса чести, которым руководствуется российский криминалитет».
По словам журналиста Сергея Доренко «Вместе с Дедом Хасаном мы похоронили сказку про воров, мы похоронили сказку про романтическую, отверженную, высоконравственную касту преступников». Политик Владимир Жириновский, возмущённый большим вниманием телевидения к персоне Усояна, сказал: «Все каналы показали эти сюжеты. Что, умер великий космонавт, писатель? Толстого, и то меньше бы показывали… Показывали всё — тюрьму, зал прощания и кладбище, и всех родственников, и всю историю. Он — лицо России! Это же страшно вообще… Дети смотрят и берут пример, а потом вместо Павлика Морозова у нас появятся внуки Хасана».

## Семья
Сожительницей Аслана Усояна являлась Дульша Авдоева (1937 года рождения), с которой у Усояна было двое детей — дочь Нуна (1960 года рождения) и сын Нодари (1962 года рождения). Последний некоторое время работал директором супермаркета «Столичный», а затем являлся соучредителем нескольких коммерческих структур, контролировавших сеть кафе «Русское бистро», супермаркет «Столичный», фирмы по продаже авиатехники и аренде автомобилей (часть бизнеса была оформлена на супругу и сыновей Нодари). Дочь Нуна проживала вместе с матерью в Тбилиси, иногда в Сочи, а Нодари с семьёй нередко отдыхал на своей вилле в Австрии. Тбилисский дом семьи Усоян располагался в районе Надзаладеви (посёлок Лоткина). В последние годы рядом с Усояном в Москве была женщина по имени Донара, которая принимала участие даже в некоторых криминальных встречах.
Среди многочисленных племянников Усояна выделялись Тенгиз Михоев (родился в 1954 году, «вор в законе» по кличке Тенгиз, проживал в Москве и Геленджике), Темури Мирзоев (родился в 1957 году в Тбилиси, «вор в законе» по кличке Тимур Тбилисский, проживал в Сочи, Екатеринбурге и Москве, скончался 30 января 2014 года в московской больнице), Оку Хатоев (родился в 1965 году в Тбилиси, «вор в законе» по кличке Око, проживал в Москве) и двоюродный племянник Дмитрий Чантурия (он же Мирон Амадян, родился в 1983 году, «вор в законе» по кличке Мирон, проживал в Москве и Ярославле, арестован в российской столице зимой 2014 года по запросу властей Грузии). Другими родственниками покойного Хасана являлись криминальные «авторитеты» Юрий Усоян (Юра Лазаревский), Тимур Калои по кличке Тимур Архангельский (дед и дядя этого езида также были «ворами в законе») и Ким Амоев (отец телеведущей Ксении Бородиной).
Внук Усояна, Иракли Усоян, долгое время жил в Австрии, а в июле 2019 года был задержан в подмосковных Люберцах во время криминальной сходки.

## Комментарии
1. ↑  В некоторых источниках ошибочно называется Хазаром.
2. ↑  До задержания Иванькова агентами ФБР Усоян в компании «воров в законе» Джамала Хачидзе и Шакро Молодого гостил у Япончика в Нью-Йорке. Кроме того, Хасан поддерживал с Япончиком постоянную связь вплоть до ареста последнего (по телефону и через посыльных).
3. ↑  Обострение ситуации произошло летом 2007 года, когда Сочи был выбран городом-хозяином Олимпиады. Стало понятно, что все теневые финансовые потоки вокруг огромных инвестиций в инфраструктуру Сочи будут проходить через людей негласного хозяина Краснодарского края — Усояна, а клану Ониани ничего не достанется[114].
4. ↑  Путаница с названием произошла из-за того, что подъехать к ресторану «Старый фаэтон» можно только через ворота по улице Поварской, 52 (где находится «Каретный двор»). Также в разных СМИ оба ресторана называли другими названиями (и «Старая кибитка», и «Княжеская усадьба») и путали их адреса.
5. ↑  Согласно другим данным, у Усояна вообще не было татуировок.